# Општина Хакона (Мичоакан)
Хакона (шп. Jacona) општина је у Мексику у савезној држави Мичоакан. Општина се налази на надморској висини од 1577 м.

## Становништво
Према подацима из 2010. у општини је живело 64011 становника.

### Хронологија
| Година       | 2000                  | 2005                  | 2010                  |
| ------------ | --------------------- | --------------------- | --------------------- |
| Становништво | 54130 (25991 / 28139) | 60029 (28639 / 31390) | 64011 (30951 / 33060) |

### Попис
| \| \| м \| \| \| ж \| \| 0—2 \| 2.040 \| \| \| 2.090 \| \| 3—5 \| 2.128 \| \| \| 2.109 \| \| 6—11 \| 4.093 \| \| \| 4.240 \| \| 12—14 \| 2.068 \| \| \| 2.005 \| \| 15—17 \| 2.048 \| \| \| 2.019 \| \| 18—24 \| 4.269 \| \| \| 4.457 \| \| 60+ \| 2.541 \| \| \| 2.902 \| \| Просек : \| 27,2 \| \| \| 28,1 \| |       |  |  |       |
| |       |  |  |       |
| | м     |  |  | ж     |
| 0—2 | 2.040 |  |  | 2.090 |
| 3—5 | 2.128 |  |  | 2.109 |
| 6—11 | 4.093 |  |  | 4.240 |
| 12—14 | 2.068 |  |  | 2.005 |
| 15—17 | 2.048 |  |  | 2.019 |
| 18—24 | 4.269 |  |  | 4.457 |
| 60+ | 2.541 |  |  | 2.902 |
| Просек : | 27,2  |  |  | 28,1  |

| #   | Индикатор                                                                                        | Вредност |
| --- | ------------------------------------------------------------------------------------------------ | -------- |
| 1   | Становништво од 0 до 2 године                                                                    | 4130     |
| 2   | Мушко становништво од 0 до 2 године                                                              | 2040     |
| 3   | Женско становништво од 0 до 2 године                                                             | 2090     |
| 4   | Становништво са 3 и више година                                                                  | 59813    |
| 5   | Мушко становништво са 3 и више година                                                            | 28868    |
| 6   | Женско становништво са 3 и више година                                                           | 30945    |
| 7   | Становништво са 5 и више година                                                                  | 56978    |
| 8   | Мушко становништво са 5 и више година                                                            | 27470    |
| 9   | Женско становништво са 5 и више година                                                           | 29508    |
| 10  | Становништво са 12 и више година                                                                 | 47243    |
| 11  | Мушко становништво са 12 и више година                                                           | 22647    |
| 12  | Женско становништво са 12 и више година                                                          | 24596    |
| 13  | Становништво са 15 и више година                                                                 | 43170    |
| 14  | Мушко становништво са 15 и више година                                                           | 20579    |
| 15  | Женско становништво са 15 и више година                                                          | 22591    |
| 16  | Становништво са 18 и више година                                                                 | 39103    |
| 17  | Мушко становништво са 18 и више година                                                           | 18531    |
| 18  | Женско становништво са 18 и више година                                                          | 20572    |
| 19  | Становништво од 3 до 5 година                                                                    | 4237     |
| 20  | Мушко становништво од 3 до 5 година                                                              | 2128     |
| 21  | Женско становништво од 3 до 5 година                                                             | 2109     |
| 22  | Становништво од 6 до 11 година                                                                   | 8333     |
| 23  | Мушко становништво од 6 до 11 година                                                             | 4093     |
| 24  | Женско становништво од 6 до 11 година                                                            | 4240     |
| 25  | Становништво од 8 до 14 година                                                                   | 9651     |
| 26  | Мушко становништво од 8 до 14 година                                                             | 4784     |
| 27  | Женско становништво од 8 до 14 година                                                            | 4867     |
| 28  | Становништво од 12 до 14 година                                                                  | 4073     |
| 29  | Мушко становништво од 12 до 14 година                                                            | 2068     |
| 30  | Женско становништво од 12 до 14 година                                                           | 2005     |
| 31  | Становништво од 15 до 17 година                                                                  | 4067     |
| 32  | Мушко становништво од 15 до 17 година                                                            | 2048     |
| 33  | Женско становништво од 15 до 17 година                                                           | 2019     |
| 34  | Становништво од 18 до 24 године                                                                  | 8726     |
| 35  | Мушко становништво од 18 до 24 године                                                            | 4269     |
| 36  | Женско становништво од 18 до 24 године                                                           | 4457     |
| 37  | Женско становништво од 15 до 49 година                                                           | 17370    |
| 38  | Становништво са 60 и више година                                                                 | 5443     |
| 39  | Мушко становништво са 60 и више година                                                           | 2541     |
| 40  | Женско становништво са 60 и више година                                                          | 2902     |
| 41  | Однос између мушкараца и жена                                                                    | 93.62    |
| 42  | Становништво од нуле до 14 година                                                                | 20773    |
| 43  | Становништво од 15 до 64 године                                                                  | 39395    |
| 44  | Становништво од 65 година и више                                                                 | 3775     |
| 45  | Просечан број деце                                                                               | 2.59     |
| 46  | Становништво рођено у ентитету                                                                   | 59134    |
| 47  | Мушко становништво рођено у ентитету                                                             | 28487    |
| 48  | Женско становништво рођено у ентитету                                                            | 30647    |
| 49  | Становништво рођено у другом ентитету                                                            | 4145     |
| 50  | Мушко становништво рођено у другом ентитету                                                      | 2096     |
| 51  | Женско становништво рођено у другом ентитету                                                     | 2049     |
| 52  | Становништво од 5 година и више резидентно у ентитету у јуну 2005. године                        | 55187    |
| 53  | Мушко становништво старосног доба од 5 година и више, резидентно у ентитету у јуну 2005. године  | 26394    |
| 54  | Женско становништво старосног доба од 5 и више година, резидентно у ентитету у јуну 2005. године | 28793    |
| 55  | Становништво од 5 година и више које је живело у другом ентитету у јуну 2005. године             | 546      |
| 56  | Мушко становништво старије од 5 година које је живело у другом ентитету у јуну 2005. године      | 279      |
| 57  | Женско становништво старије од 5 година које је живело у другом ентитету у јуну 2005. године     | 267      |
| 58  | Становништво од 3 године и више које говори аутохтони језик                                      | 686      |
| 59  | Мушко становништво старо 3 године и више које говори аутохтони језик                             | 302      |
| 60  | Женско становништво старо 3 године и више које говори аутохтони језик                            | 384      |
| 61  | Становништво од 3 године и више које говори аутохтони језик и не говори шпански језик            | 9        |
| 62  | Мушко становништво старо 3 године и више које говори аутохтони језик и не говори шпански         | 1        |
| 63  | Женско становништво старо 3 године и више које говори аутохтони језик и не говори шпански језик  | 8        |
| 64  | Становништво старо 3 године и више које говори аутохтони језик и шпански                         | 563      |
| 65  | Мушко становништво старо 3 године и више које говори аутохтони језик и шпански                   | 246      |
| 66  | Женско становништво старо 3 године и више које говори аутохтони језик и шпански                  | 317      |
| 67  | Становништво од 5 година и више које говори аутохтони језик                                      | 677      |
| 68  | Становништво од 5 година и више које говори аутохтони језик и не говори шпански језик            | 6        |
| 69  | Становништво од 5 година и више које говори аутохтони језик и говори шпански језик               | 559      |
| 70  | Становништво у домородачким домаћинствима                                                        | 1842     |
| 71  | Становништво са ограничењима у активностима                                                      | 2368     |
| 72  | Становништво са ограниченим ходањем или кретањем, горе или доле                                  | 1334     |
| 73  | Становници са ограничењима вида, чак и уз кориштење сочива                                       | 526      |
| 74  | Становништво са ограничењима говора, комуникације или конверзације                               | 203      |
| 75  | Становништво са ограниченим слухом                                                               | 213      |
| 76  | Становништво са ограничењима при одевању, купању или јелу                                        | 118      |
| 77  | Становништво са ограничењима у опажању или учењу једноставних ствари                             | 119      |
| 78  | Становништво са менталним ограничењима                                                           | 300      |
| 79  | Становништво без ограничења активности                                                           | 61209    |
| 80  | Становништво од 3 до 5 година које не похађа школу                                               | 2324     |
| 81  | Мушко становништво од 3 до 5 година које не похађа школу                                         | 1167     |
| 82  | Женско становништво од 3 до 5 година које не похађа школу                                        | 1157     |
| 83  | Становништво од 6 до 11 година које не похађа школу                                              | 628      |
| 84  | Мушко становништво од 6 до 11 година које не похађа школу                                        | 323      |
| 85  | Женско становништво од 6 до 11 година које не похађа школу                                       | 305      |
| 86  | Становништво од 12 до 14 година које не похађа школу                                             | 946      |
| 87  | Мушко становништво од 12 до 14 година које не похађа школу                                       | 496      |
| 88  | Женско становништво од 12 до 14 година које не похађа школу                                      | 450      |
| 89  | Становништво од 15 до 17 година похађа школу                                                     | 1737     |
| 90  | Мушко становништво од 15 до 17 година похађа школу                                               | 871      |
| 91  | Женско становништво између 15 и 17 година живота у школи                                         | 866      |
| 92  | Становништво од 18 до 24 године похађа школу                                                     | 1443     |
| 93  | Мушко становништво од 18 до 24 године похађа школу                                               | 775      |
| 94  | Женско становништво од 18 до 24 године похађа школу                                              | 668      |
| 95  | Становништво од 8 до 14 година које не може да чита и пише                                       | 505      |
| 96  | Мушко становништво старосног доба од 8 до 14 година које не може да чита и пише                  | 280      |
| 97  | Женско становништво старосног доби од 8 до 14 година које не може да чита и пише                 | 225      |
| 98  | Становништво од 15 година и више које је неписмено                                               | 4756     |
| 99  | Мушко становништво од 15 година и више које је неписмено                                         | 2055     |
| 100 | Женско становништво од 15 година и више које је неписмено                                        | 2701     |
| 101 | Становништво старо 15 и више година без школовања                                                | 5870     |
| 102 | Мушко становништво старо 15 и више година без школовања                                          | 2709     |
| 103 | Женско становништво старо 15 и више година без школовања                                         | 3161     |
| 104 | Становништво старосног доба 15 и више година са непотпуним основним образовањем                  | 8589     |
| 105 | Мушко становништво старосног доба од 15 година и више са непотпуном основним образовањем         | 3936     |
| 106 | Женско становништво старосног доба 15 и више година са непотпуном основним образовањем           | 4653     |
| 107 | Становништво старо 15 и више година са комплетним основним образовањем                           | 9474     |
| 108 | Мушко становништво старо 15 година и више са комплетним основним образовањем                     | 4234     |
| 109 | Женско становништво старо 15 и више година са комплетним основним образовањем                    | 5240     |
| 110 | Становништво старосног доба 15 и више година са непотпуним средњим образовањем                   | 2505     |
| 111 | Мушко становништво старосног доба од 15 година и више са непотпуним средњим образовањем          | 1431     |
| 112 | Женско становништво старосног доба од 15 година и више са непотпуним средњим образовањем         | 1074     |
| 113 | Становништво старо 15 и више година са пуним секундарном образовањем                             | 7007     |
| 114 | Мушко становништво старосног доба од 15 година и више са пуним секундарном образовањем           | 3403     |
| 115 | Женско становништво старосног доба од 15 година и више са пуним секундарном образовањем          | 3604     |
| 116 | Становништво старије од 18 година са постосновним образовањем                                    | 8323     |
| 117 | Мушко становништво старије од 18 година са постосновним образовањем                              | 4286     |
| 118 | Женско становништво старије од 18 година са постосновним образовањем                             | 4037     |
| 119 | Просечна оцена школовања                                                                         | 6.68     |
| 120 | Просечан ниво образовања мушке популације                                                        | 6.88     |
| 121 | Просечан ниво образовања женског становништва                                                    | 6.5      |
| 122 | Економски активно становништво                                                                   | 26199    |
| 123 | Економски активна мушка популација                                                               | 17276    |
| 124 | Економски активна женска популација                                                              | 8923     |
| 125 | Становништво које није економски активно                                                         | 20695    |
| 126 | Мушко становништво које није економски активно                                                   | 5146     |
| 127 | Женско становништво које није економски активно                                                  | 15549    |
| 128 | Запослено становништво                                                                           | 25383    |
| 129 | Запослено мушко становништво                                                                     | 16603    |
| 130 | Запослено женско становништво                                                                    | 8780     |
| 131 | Незапослена популација                                                                           | 816      |
| 132 | Незапослена мушка популација                                                                     | 673      |
| 133 | Незапослена женска популација                                                                    | 143      |
| 134 | Становништво без права на здравствене услуге                                                     | 25370    |
| 135 | Становништво које има право на здравствене услуге                                                | 38353    |
| 136 | Становништво које има право на ИМСС                                                              | 16268    |
| 137 | Становништво које има право на социјално осигурање                                               | 3183     |
| 138 | Становништво које има право на државно социјално осигурање                                       | 52       |
| 139 | Становништво које има право на опште осигурање или здравствено осигурање за нову генерацију      | 17973    |
| 140 | Становништво које је било једном или није било у браку током 12 година и више                    | 15832    |
| 141 | Венчано или уједињено становништво од 12 година и више                                           | 27362    |
| 142 | Становништво које је било у браку или уједињено 12 година и више                                 | 3970     |
| 143 | Становништво са католичком религијом                                                             | 59290    |
| 144 | Протестанти, еванђелисти и библијски следбеници различити од еванђелиста                         | 3210     |
| 145 | Становништво са другим религијама различитим од претходних                                       | 8        |
| 146 | Становништво без религије                                                                        | 1020     |
| 147 | Укупно пописаних домаћинства                                                                     | 15609    |
| 148 | Пописна домаћинства на челу са мушкарцима                                                        | 11771    |
| 149 | Пописна домаћинства на челу са женама                                                            | 3838     |
| 150 | Становништво у пописним домаћинствима                                                            | 63656    |
| 151 | Становништво у пописним домаћинствима на челу са мушкарцима                                      | 49928    |
| 152 | Становништво у пописним домаћинствима на челу са женама                                          | 13728    |
| 153 | Укупно домаћинстава                                                                              | 19143    |
| 154 | Укупно насељених домаћинстава                                                                    | 15634    |
| 155 | Укупно приватних кућа                                                                            | 19118    |
| 156 | Насељени приватни домови                                                                         | 15609    |
| 157 | Укупно насељених приватних кућа                                                                  | 15623    |
| 158 | Ненасељене приватне куће                                                                         | 2815     |
| 159 | Појединачна домаћинства за привремену употребу                                                   | 694      |
| 160 | Становници у насељеним приватним кућама                                                          | 63656    |
| 161 | Насељеност станара у приватним становима                                                         | 4.08     |
| 162 | Просечно становника по соби у приватним насељеним домаћинствима                                  | 1.1      |
| 163 | Појединачна домаћинства са подовима од различитих материјала од земље                            | 14973    |
| 164 | Појединачна домаћинства у приземљу                                                               | 540      |
| 165 | Појединачна домаћинства са једном спаваћом собом                                                 | 5140     |
| 166 | Појединачна домаћинства са две спаваће собе и више                                               | 10384    |
| 167 | Појединачна домаћинства са једним собом                                                          | 564      |
| 168 | Појединачна домаћинства са две собе                                                              | 2688     |
| 169 | Појединачна домаћинства са 3 собе и више                                                         | 12251    |
| 170 | Појединачна домаћинства која имају електрично светло                                             | 15429    |
| 171 | Појединачна домаћинства која немају електрично светло                                            | 106      |
| 172 | Појединачна домаћинства која имају водоводну воду у стамбеном простору                           | 14909    |
| 173 | Појединачна домаћинства која немају водоводну воду у стамбеном простору                          | 615      |
| 174 | Појединачна домаћинства која имају тоалет                                                        | 15403    |
| 175 | Појединачна домаћинства која имају канализацију                                                  | 15289    |
| 176 | Појединачна домаћинства која немају канализацију                                                 | 212      |
| 177 | Појединачна домаћинства која имају електрично светло, довод воде из јавне мреже и канализацију   | 14727    |
| 178 | Појединачна домаћинства без икаквих услова                                                       | 172      |
| 179 | Појединачна домаћинства која имају радио                                                         | 12782    |
| 180 | Појединачна домаћинства која имају телевизор                                                     | 14989    |
| 181 | Појединачна домаћинства која имају фрижидер                                                      | 12921    |
| 182 | Појединачна домаћинства која имају машину за веш                                                 | 10047    |
| 183 | Појединачна домаћинства која имају аутомобил или комби                                           | 5925     |
| 184 | Појединачна домаћинства која имају рачунар                                                       | 3022     |
| 185 | Појединачна домаћинства која имају фиксну телефонску линију                                      | 6877     |
| 186 | Појединачна домаћинства која имају мобилни телефон                                               | 8725     |
| 187 | Појединачна домаћинства која имају приступ интернету                                             | 2060     |